# 玉眼

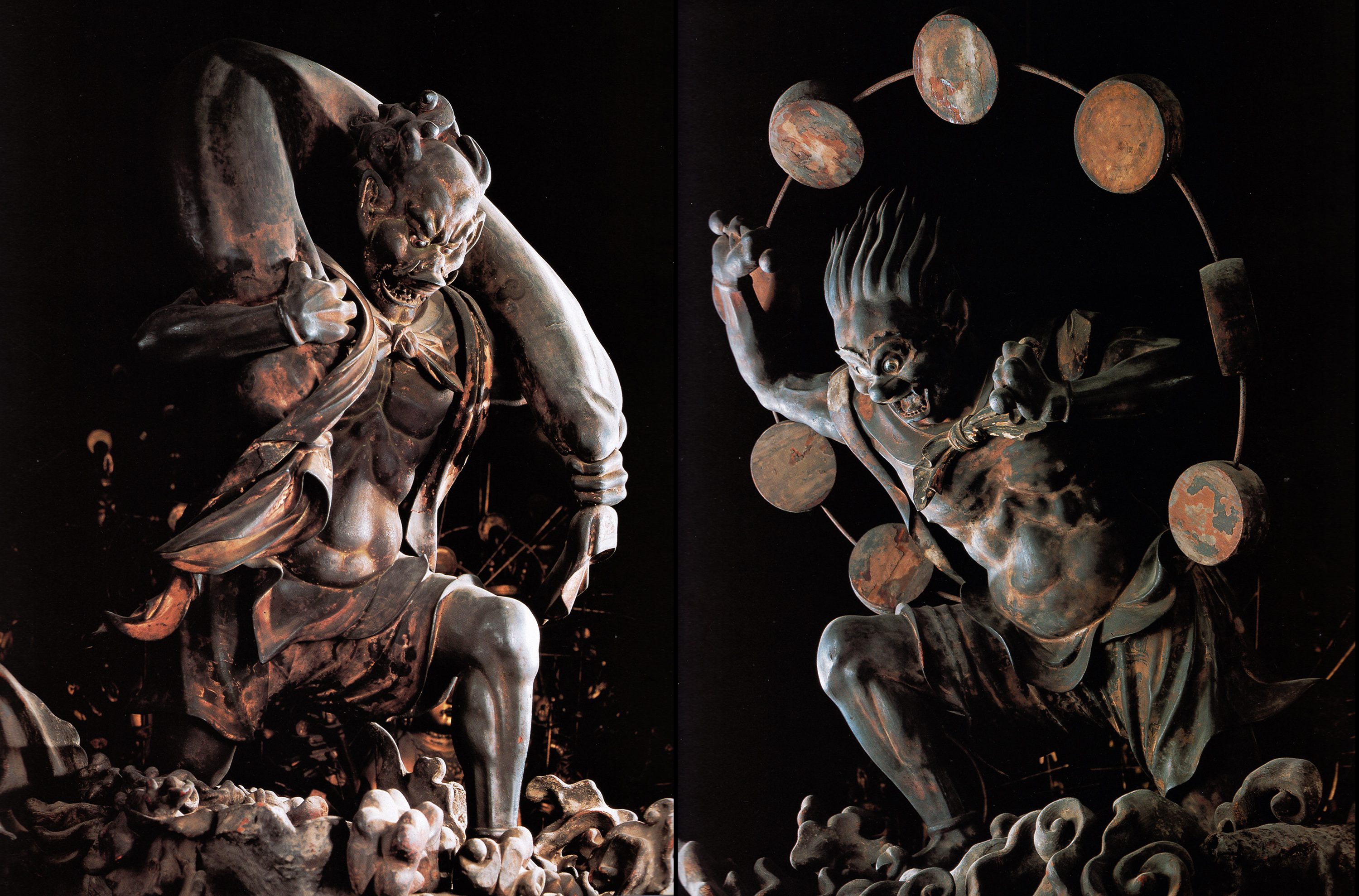
国宝・風神雷神像（鎌倉時代、三十三間堂）

玉眼（ぎょくがん）は、仏像の目をより本物らしくみせるために水晶の板をはめ込む技法。制作年代の判明する最古例は仁平元年（1151年）作の奈良長岳寺阿弥陀三尊像である。鎌倉時代に一般化し、後の多くの仏像に用いられている。

## 概要
寄木造の彫像は、頭部も内刳りが行われて空洞になっている。そこで目の部分に穴を開け、内側からレンズ状に目よりやや大き目の薄く磨いた水晶を当てて、木屎で止める。裏から水晶に直接、瞳や目尻・隈、あるいは毛細血管を描き、真綿または紙をあてて白眼を表す。最後にこれを木片で押さえて、木屎漆や竹釘で留めて完成する。玉眼制作の前提条件として像内が空洞になっている必要があり、内刳や寄木造といった日本の木造仏像彫刻の発展が、玉眼という技法を生み出すきっかけになったといえる。鎌倉初期の造像銘には像全体を制作した仏師と別に、玉眼制作者の銘が記された例がある。これは、玉眼が像の印象を大きく左右する重要な要素で、水晶の加工に高い技術が必要なことから、玉眼制作を専門とした仏師がいた証左といえる。
瞳に水晶を嵌める技法は古代エジプトにもあり、ギリシャ彫刻などでもエマイユを使っている例や、中国では宝玉やガラス珠、練物を入れた作品がある。日本でも奈良時代の塑像には黒目を黒石で表したものが存在し（東大寺戒壇院の四天王像など）、新薬師寺の十二神将像では緑色と褐色の吹きガラスが使われている。このように瞳に異材を嵌入するのは、奈良時代までは憤怒形像に限られが、鑑真来日以後の平安時代に入ると、檀像系の仏・菩薩像にも使われるようになった。しかし、玉眼のように目全体を実際の目のように表す技法は、他のどの国にも見出させず日本独自の技法である。また、「滝見観音菩薩遊戯坐像」（神奈川県・清雲寺蔵、重文、南宋、13世紀の作）などでは、緑色のガラス玉を内側から嵌入しており、日本の玉眼技法との関連性が指摘されている。

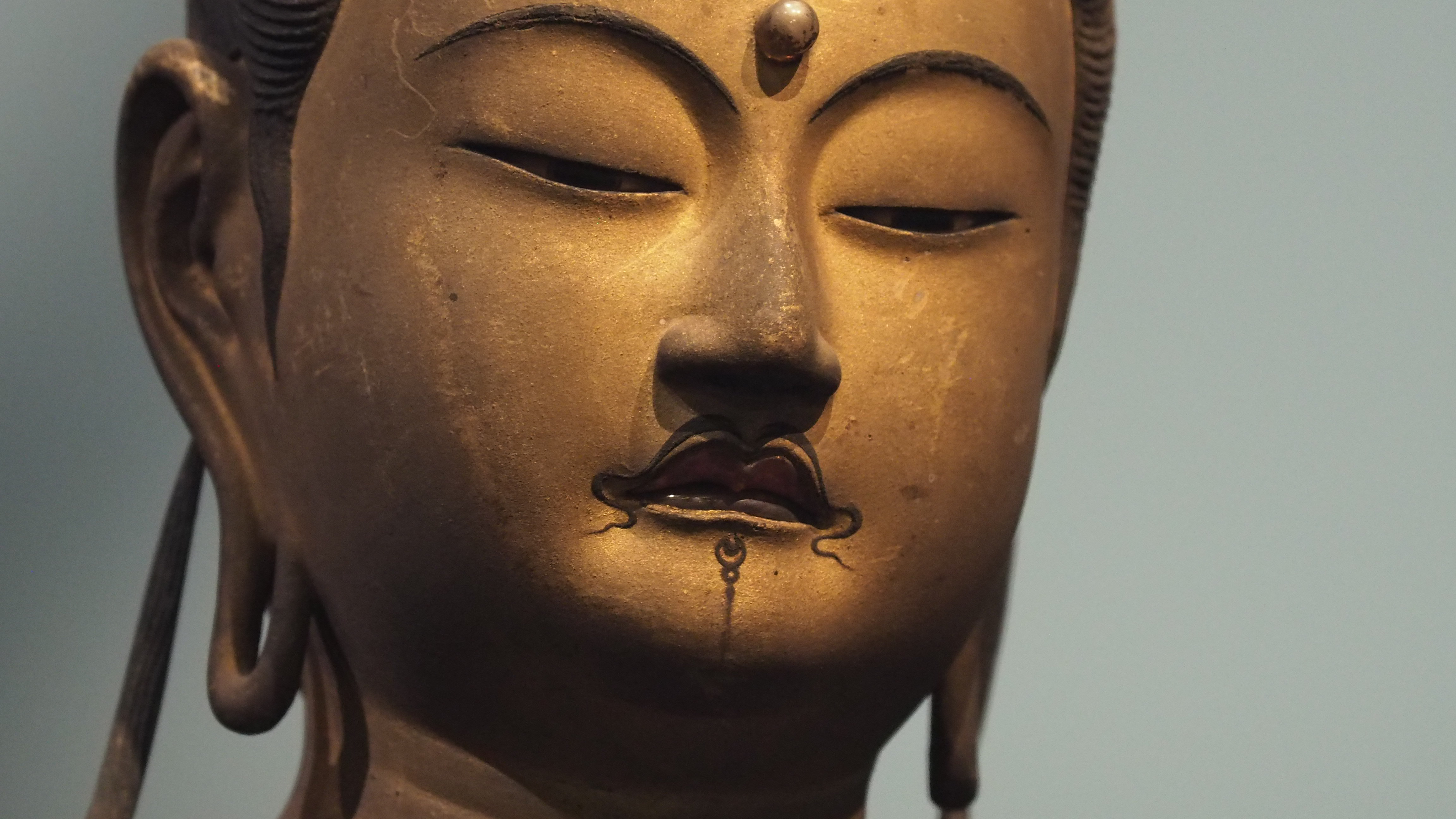
菩薩立像（13世紀、重要文化財）。唇に水晶が嵌められている。

珍しい作例として、瞳の部分だけ水晶を嵌めたもの、さらに稀だが唇にも水晶を嵌めた「玉唇」とも言うべき技法を用いた仏像もある。新知恩院（大津市伊香立下在地町、浄土宗）から発見された釈迦涅槃像では胸に水晶をはめ込んだ事例も確認されており、作風から鎌倉時代初期と見られる。